# Kata (Karate)
Kata (tiếng Nhật: 型 hoặc 形) là các bài quyền của môn võ Karate. Bằng các bài quyền này, người luyện tập Karate có thể một mình luyện các tư thế và miếng võ tới mức thuần thục. Số lượng các bài kata trong Karate lên tới vài chục, tuy không phải lưu phái Karate nào cũng luyện đủ vài chục bài đó. Một số lưu phái luyện các bài kata có cùng tên gọi, nhưng động tác bài đó lại ít nhiều khác nhau giữa các lưu phái, nhất là giữa các lưu phái ở Okinawa và các lưu phái trên đất liền ở Nhật Bản. Có nhiều bài kata đã thất truyền. Cũng có nhiều bài mới được sáng tạo từ thời kỳ Minh Trị. Nhiều bài kata có tới hai tên gọi, đó là vì các cao thủ Karate đã sửa tên gọi ban đầu của bài kata đó đi nhằm tạo thuận lợi cho việc phổ biến chúng.
Ngày nay, kata trở thành nội dung thi đấu trong một số phong trào thể thao.
Sau đây là danh sách một số bài kata phổ biến và các lưu phái Karate luyện tập chúng.

## Các lưu phái thuộc hệ Shuri-te và Tomari-te
| Tên bài kata                                                                                       | Tác giả                                       | Ghi chú                                                                    | Tên bài kata                                             | Tác giả                             | Ghi chú                                                                                                 |
| -------------------------------------------------------------------------------------------------- | --------------------------------------------- | -------------------------------------------------------------------------- | -------------------------------------------------------- | ----------------------------------- | --- |
| Naifanchi (gồm bài Shodan, Nidan và Sandan). Phái Shotokan gọi thành Tekki.                        | Matsumura Sōkon、Itosu Ankō、Matsumora Kōsaku | Truyền lại cho các lưu phái Shurite và Tomarite (Tomaidei)                 | Rufa (竜波)                                              | Higa Kiyonori                       | Truyền lại cho hội võ nghệ                                                                              |
| Passai (gồm hai bài Ō và Shō). Phái Shotokan gọi thành Bassai.                                     | Itosu Ankō、Oyadomari Kokan                   | Truyền lại cho các lưu phái Shurite và Tomarite (Tomaidei)                 | Nidanbu (二段武) (bài Ō)                                 | Higa Kiyonori                       | Truyền lại cho hội võ nghệ                                                                              |
| Kusanku (観空) (gồm hai bài Ō và Shō). Phái Shotokan gọi thành Kanku.                              | Itosu Ankō, Chatanyara                        | Truyền lại cho các lưu phái Shurite và Tomarite (Tomaidei)                 | Nidanbu (二段武) (bài Shō)                               | Kishimoto Takashi                   | Truyền lại cho hội võ nghệ                                                                              |
| Channan (チャンナン)                                                                               | Itosu Ankō                                    | Gốc của bài Pin’an. Truyền lại cho Motobu Choki                            | Sanpabu (三波武) (gồm bài Ō và bài Shō）                 | Higa Kiyonori                       | Truyền lại cho hội võ nghệ                                                                              |
| Pin'an, (phái Shotokan gọi thành Heian) (平安, gồm 5 bài Shodan, Nidan, Sandan, Yondan, và Godan） | Itosu Ankō                                    | Truyền lại cho các lưu phái Shurite                                        | Ananku (阿南君）                                         | Kyan Chotoku                        | Từ Đài Loan truyền tới                                                                                  |
| Jion (慈恩）                                                                                       | Hanagusuku (còn gọi Hanashiro)                | Truyền lại cho các lưu phái hệ Shurite                                     | Hofwa                                                    | Sōken Hōhan                         | Truyền lại cho chi Matsumura chính thống thuộc hệ Shōrin-ryū                                            |
| Ūsēshi (五十四歩）(còn gọi Gojushiho)                                                              | Yabu Kentsū                                   | Truyền lại cho các lưu phái Shurite                                        | Āran (アーラン)                                          | Kochi Katsuhide                     | Truyền lại cho Võ đường Kochi                                                                           |
| Wankan (王冠）(Cũng gọi Ōkan)                                                                      |                                               | Vốn là bài Tomari no gata. Truyền lại cho các lưu phái Shurite và Tomarite | Nisenshi, Niseishi, Nijushiho (二十四歩）                |                                     | Truyền lại cho hội võ nghệ                                                                              |
| Rohai, phái Shotokan gọi thành Meikyō (明鏡)                                                       |                                               | Vốn là bài Tomari no gata. Truyền lại cho các lưu phái Shurite và Tomarite | Sōchin（壮鎮）                                           | Arakaki Seishō                      | Bài kata của phái Araki. truyền lại cho các lưu phái Shurite.                                           |
| Chinto (鎮東） （Shotokan gọi thành Gankaku/岩鶴）                                                 | Tomari no Kanagi                              | Fukushyυ Annan. Truyền lại cho các lưu phái Shurite và Tomarite            | Sēsan (十三歩 hoặc 十三手）                              | Matsumura Sōkon                     | Cũng gọi Sēshan. Là bài kata cùng hệ thống với bài Seisan của phái Nahate. Truyền lại cho Kyan Chotoku. |
| Chintē (珍手)                                                                                      | Matsumora Kusaku、Oyadomari Kokan             | Fukushyυ Annan. Truyền lại cho các lưu phái Shurite và Tomarite            | Dōchin (ドーチン)                                        | Kaneshima Shinsuke                  | Từ Đài Loan truyền tới                                                                                  |
| Jīn (慈隕)                                                                                         | Tomari no Yamasato                            | Fukushyυ Annan. Truyền lại cho các lưu phái Shurite và Tomarite            | Fukyugata (普及型) (gồm hai bài Shōdan và Nidan)         | （Nagamine Shōshin、Miyagi Chōjun） | |
| Jitte (十手)                                                                                       | Tomari no Nakazato                            | Fukushyυ Annan. Truyền lại cho các lưu phái Shurite và Tomarite            | Kihongata (基本型) (gồm ba bài Ichidan, Nidan và Sandan) | （Chibana Chōshin）                 | Truyền lại cho Shōrin-ryū                                                                               |
| Wanshu（汪楫), phái Shotokan gọi thành Empi                                                        | Maeda Pēchin、Moboto Chōyū、Kyan Chotoku      | Vốn là bài Tomari no gata. Truyền lại cho các lưu phái Shurite và Tomarite | Kihongata (gồm ba bài Sandan, Yondan và Godan)           | Nakazato Shūgorō                    | |
| Unsū (雲手）                                                                                       | Moboto Chōyū、Mabuni Kenwa                    | Bài kata của phái Arakaki. Truyền lại cho các lưu phái Shuri-te            | Taikyoku (太極)                                          | （Funakoshi Gichin）                | Truyền lại cho phái Shōtōkan                                                                            |
| Shiro Kuma (白熊)                                                                                  | （Motobu Chōki）                              | Truyền lại cho phái Motobu                                                 | Myōjō (明星)                                             | （Mabuni Kenwa）                    | truyền lại cho phái Shitō-ryū                                                                           |
| Mūtodei (元手) (gồm hai bài Ichidan và Nidan)                                                      | Moboto Chōyū                                  | Truyền lại cho phái Moboto Udonte                                          | Aoyagi (青柳)                                            | （Mabuni Kenwa）                    | truyền lại cho phái Shitō-ryū                                                                           |
| Gosanchin (合戦手) (gồm ba bài Sandan, Shidan và Godan)                                            | (Uehara Seikichi)                             | Truyền lại cho phái Moboto Udonte                                          | Sēru (十六)                                              | （Mabuni Kenwa）                    | truyền lại cho phái Shitō-ryū                                                                           |
| Jicchin (実戦）                                                                                    | Motobu Chōyū                                  | Truyền lại cho Motobu Dōndei, hội võ nghệ                                  | Matsu Kaze (松風)                                        | （Mabuni Kenwa）                    | truyền lại cho phái Shitō-ryū                                                                           |
| Mūtodei Sanchin （元手三戦）                                                                       | Motobu Chōyū                                  | Truyền lại cho Hội võ nghệ（Higa Kiyonori)                                 | Shinbā （心波)                                           | （Mabuni Kenwa）                    | truyền lại cho phái Shitō-ryū                                                                           |
| Shōsanchin （松三戦)                                                                               | Matsumura Sōkon                               | Truyền lại cho Hội võ nghệ（Higa Kiyonori)                                 | Rinkan (リンカン)                                        | Nakasone Genwa                      | Tomari no gata. Truyền cho phái Gohakukai                                                               |

## Các lưu phái thuộc hệ Naha-te và các lưu phái khác
| Lưu phái                | Tên bài kata                             | Tác giả                       | Ghi chú                                                                        | Lưu phái  | Tên bài kata         | Tác giả                                      | Ghi chú                               |
| ----------------------- | ---------------------------------------- | ----------------------------- | ------------------------------------------------------------------------------ | --------- | -------------------- | -------------------------------------------- | ------------------------------------- |
| Kojō-ryū (Kogosuku-ryū) | Seishin kamae (正真型)                   | Gia tộc Kogusuku              | Kogusuku Uekata truyền trong gia tộc Kogusuku bảy đời rồi mới truyền ra ngoài. | Gōjū-ryū  | Sūpārinpē (壱百八手) | Higaonna Kanryō、Miyagi Chōjūn               | Còn gọi Pecchūrin                     |
| Kojō-ryū (Kogosuku-ryū) | Fudō kamae (不動型)                      | Gia tộc Kogusuku              | Kogusuku Uekata truyền trong gia tộc Kogusuku bảy đời rồi mới truyền ra ngoài. | Uechi-ryū | Sanchin (三戦)       | Uechi Kanbun                                 | Có nguồn gốc từ Phúc Kiến, Trung Quốc |
| Kojō-ryū (Kogosuku-ryū) | Jinpu kamae (陳風型)                     | Gia tộc Kogusuku              | Kogusuku Uekata truyền trong gia tộc Kogusuku bảy đời rồi mới truyền ra ngoài. | Uechi-ryū | Sēsan (十三)         | Uechi Kanbun                                 | Có nguồn gốc từ Phúc Kiến, Trung Quốc |
| Kojō-ryū (Kogosuku-ryū) | Jumonji kamae (十文字型)                 | Gia tộc Kogusuku              | Kogusuku Uekata truyền trong gia tộc Kogusuku bảy đời rồi mới truyền ra ngoài. | Uechi-ryū | Sansēryū (三十六)    | Uechi Kanbun                                 | Có nguồn gốc từ Phúc Kiến, Trung Quốc |
| Kojō-ryū (Kogosuku-ryū) | Unryū kamae (雲龍型)                     | Gia tộc Kogusuku              | Kogusuku Uekata truyền trong gia tộc Kogusuku bảy đời rồi mới truyền ra ngoài. | Uechi-ryū | Kanshiwa (完子和)    | （Uechi Kanei）                              |                                       |
| Kojō-ryū (Kogosuku-ryū) | Aiki kamae (合気型)                      | Gia tộc Kogusuku              | Kogusuku Uekata truyền trong gia tộc Kogusuku bảy đời rồi mới truyền ra ngoài. | Uechi-ryū | Sēryū (十六)         | （Uechi Kanei）                              |                                       |
| Kojō-ryū (Kogosuku-ryū) | Seigan kamae (正眼型)                    | Gia tộc Kogusuku              | Kogusuku Uekata truyền trong gia tộc Kogusuku bảy đời rồi mới truyền ra ngoài. | Uechi-ryū | Kanchin (完戦)       | （Uechi Kanei）                              |                                       |
| Kojō-ryū (Kogosuku-ryū) | Dōgan kamae (動光型)                     | Gia tộc Kogusuku              | Kogusuku Uekata truyền trong gia tộc Kogusuku bảy đời rồi mới truyền ra ngoài. | Uechi-ryū | Kanshū               | （Uehara Sanrō）                             | Vốn là bài Sēsan số 2                 |
| Kojō-ryū (Kogosuku-ryū) | Tenchi kamae (天地型)                    | Gia tộc Kogusuku              | Kogusuku Uekata truyền trong gia tộc Kogusuku bảy đời rồi mới truyền ra ngoài. | Uechi-ryū | Sēchin (十戦)        | （Itokazu Seiki）                            |                                       |
| Kojō-ryū (Kogosuku-ryū) | Fukioroshi kamae (吹下型)                | Gia tộc Kogusuku              | Kogusuku Uekata truyền trong gia tộc Kogusuku bảy đời rồi mới truyền ra ngoài. | Ryūei-ryū | Sanchin (三戦)       | Nakaima Kenri, Nakaima Kenchu, Nakaima Kenko | Truyền lại cho gia tộc Nakaima        |
| Kojō-ryū (Kogosuku-ryū) | Chiseigan kamae (地正眼型)               | Gia tộc Kogusuku              | Kogusuku Uekata truyền trong gia tộc Kogusuku bảy đời rồi mới truyền ra ngoài. | Ryūei-ryū | Sēsan                | Nakaima Kenri, Nakaima Kenchu, Nakaima Kenko | Truyền lại cho gia tộc Nakaima        |
| Kojō-ryū (Kogosuku-ryū) | Ichimonji kamae (一文字型)               | Gia tộc Kogusuku              | Kogusuku Uekata truyền trong gia tộc Kogusuku bảy đời rồi mới truyền ra ngoài. | Ryūei-ryū | Nisēshī              | Nakaima Kenri, Nakaima Kenchu, Nakaima Kenko | Truyền lại cho gia tộc Nakaima        |
| Phái Arakaki            | Nisēshī                                  | Arakaki Yo                    | Thông qua Motobu Chōyū, Mabuni Kanwa truyền cho Sento-ryū, Shitō-ryū           | Ryūei-ryū | Sansērū              | Nakaima Kenri, Nakaima Kenchu, Nakaima Kenko | Truyền lại cho gia tộc Nakaima        |
| Phái Arakaki            | Wansū                                    | Arakaki Yo                    | Thông qua Motobu Chōyū, Mabuni Kanwa truyền cho Sento-ryū, Shitō-ryū           | Ryūei-ryū | Sēyunchin            | Nakaima Kenri, Nakaima Kenchu, Nakaima Kenko | Truyền lại cho gia tộc Nakaima        |
| Phái Arakaki            | Sōchin                                   | Arakaki Yo                    | Thông qua Motobu Chōyū, Mabuni Kanwa truyền cho Sento-ryū, Shitō-ryū           | Ryūei-ryū | Ōhan                 | Nakaima Kenri, Nakaima Kenchu, Nakaima Kenko | Truyền lại cho gia tộc Nakaima        |
| Gōjū-ryū                | Sanchin                                  | Higaona Kanryo, Miyagi Chōjun | Các bài kata của còn được truyền lại cho Shitō-ryū, Higaon-ryū.                | Ryūei-ryū | Bāchū                | Nakaima Kenri, Nakaima Kenchu, Nakaima Kenko | Truyền lại cho gia tộc Nakaima        |
| Gōjū-ryū                | Tenshō (転掌)                            | （Miyagi Chōjun）             | Vốn là bài Tenshō                                                              | Ryūei-ryū | Ānan                 | Nakaima Kenri, Nakaima Kenchu, Nakaima Kenko | Truyền lại cho gia tộc Nakaima        |
| Gōjū-ryū                | Gekisai （撃砕, gồm bài Ichi và bài Ni） | （Miyagi Chōjun）             |                                                                                | Ryūei-ryū | Baikū                | Nakaima Kenri, Nakaima Kenchu, Nakaima Kenko | Truyền lại cho gia tộc Nakaima        |
| Gōjū-ryū                | Saifā（砕破）                            | Higaona Kanryo, Miyagi Chōjun |                                                                                | Ryūei-ryū | Heikū                | Nakaima Kenri, Nakaima Kenchu, Nakaima Kenko | Truyền lại cho gia tộc Nakaima        |
| Gōjū-ryū                | Shisōchin                                | Higaona Kanryo, Miyagi Chōjun |                                                                                | Ryūei-ryū | Baibō                | Nakaima Kenri, Nakaima Kenchu, Nakaima Kenko | Truyền lại cho gia tộc Nakaima        |
| Gōjū-ryū                | Sēsan (十三手)                           | Higaona Kanryo, Miyagi Chōjun |                                                                                |           |                      |                                              |                                       |
| Gōjū-ryū                | Sēbai (十八手)                           | Higaona Kanryo, Miyagi Chōjun |                                                                                |           |                      |                                              |                                       |
| Gōjū-ryū                | Sansēryū (三十六手)                      | Higaona Kanryo, Miyagi Chōjun |                                                                                |           |                      |                                              |                                       |
| Gōjū-ryū                | Kururunfā (久留頓破)                     | Higaona Kanryo, Miyagi Chōjun |                                                                                |           |                      |                                              |                                       |
| Gōjū-ryū                | Sēenchin (征遠鎮 hoặc 制引戦)            | Higaona Kanryo, Miyagi Chōjun | Còn gọi Sēyunchin.                                                             |           |                      |                                              |                                       |

## Hình ảnh

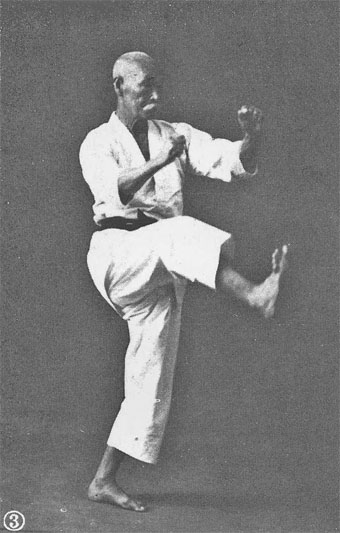
Võ sư Hanashiro Chomo đang thực hành bài kata có tên Jion. Hiện bài Jion là bài quyền quy định số 1 của Liên minh Karatedo Toàn Nhật Bản.
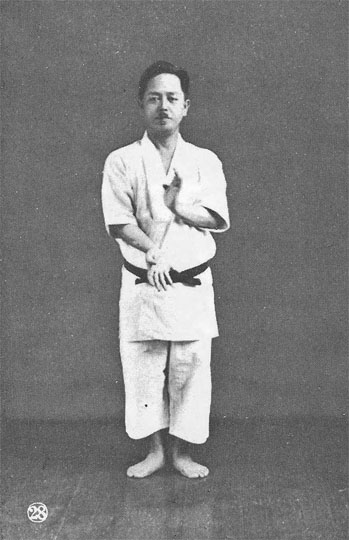
Võ sư Mabuni Genwa đang thực hành bài kata có tên Sōchin.
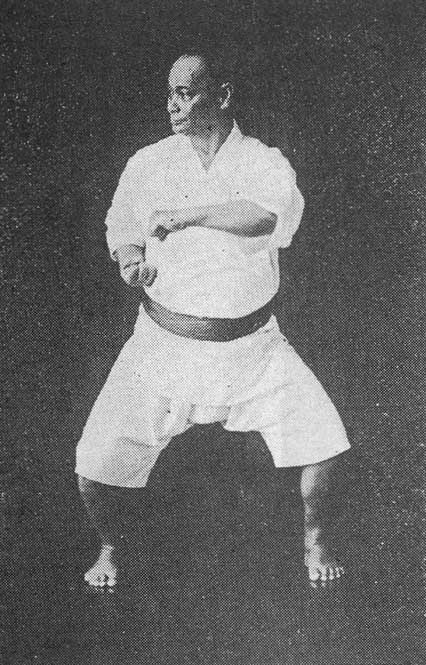
Võ sư Motobu Choki đang thực hành bài kata có tên Naihanchi.
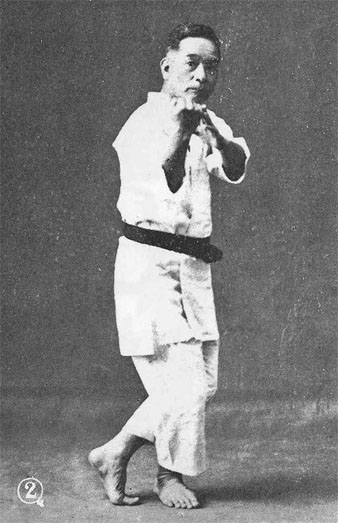
Võ sư Chibana Choshin đang thực hành bài kata có tên Passai.
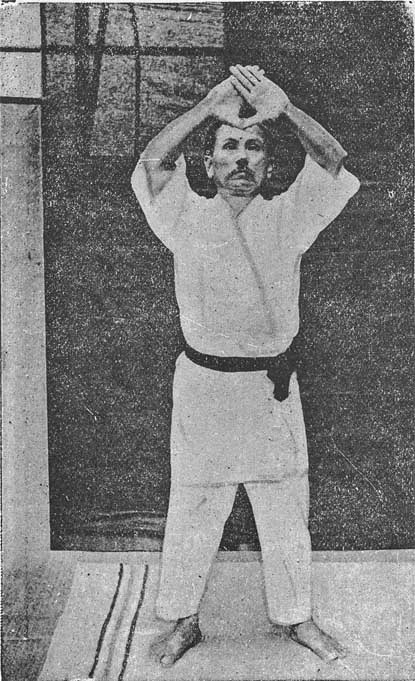
Võ sư Funakoshi Gichin đang thực hành bài kata có tên Kanku.
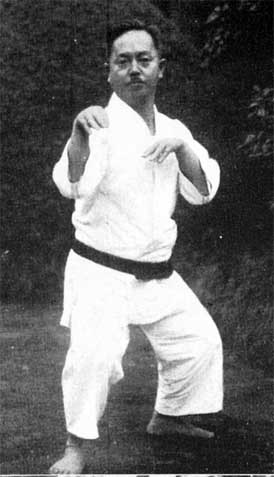
Võ sư Mabuni Genwa đang thực hành bài kata có tên Suparinpei.
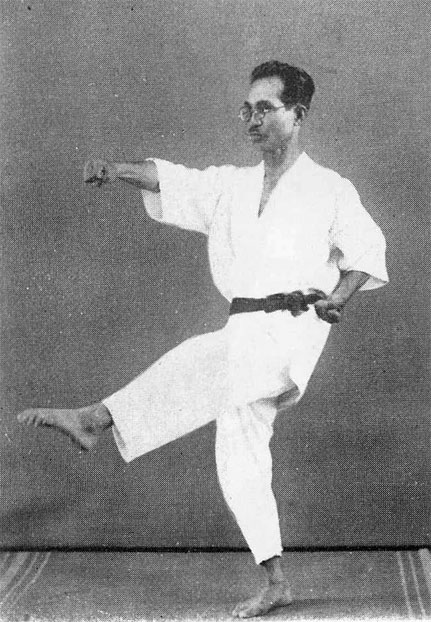
Võ sư Toyama Kanken đang thực hành bài kata có tên gọi Ūsēshi